# Турнир шампиона 1930.
Турнир шампиона 1930. или Куп нација (фр. Coupe des Nations 1930) је био фудбалски турнир који се одржао у лето 1930. године у Женеви, Швајцарска, у организацији локалног клуба Сервете ФК. Сервет је тада управо освојио шампионат Швајцарске и организовао је овај догађај као контрапункт првом ФИФА Светском првенству одржаном у исто време у Уругвају, на које је само неколико европских земаља (Белгија, Француска, Румунија и Југославија) послало своје репрезентације. Турнир је такође обележио инаугурацију Стадиона Шармил у Женеви.
Неки сматрају да је ово такмичење претходница УЕФА Лиге шампиона, јер је то било прво организовано такмичење за тимове националних шампиона у Европи. Позвани су шампиони свих великих европских фудбалских нација из предратних година, осим британских матичних нација, које су тада биле повучене из ФИФА.
Турнир је победио мађарски ФК Ујпешт који је на такмичењу постигао 16 голова и примио само 1 у 4 утакмице. Након освајања трофеја „Турнира шампиона” Ујпешт се прогласио 'Шампионом шампиона'.
У каснијим годинама било је неколико покушаја да се направи турнир за шампионе Европе. Северноиталијански градови су планирали да буду домаћини такмичења 1931. године, али је од тога одустало из финансијских разлога. Коначно, 1937. године, током Парис Експо одржан је турнир као наследник турнира у Женеви, али су само два шампионска тима прихватила позив. После турнира у Цириху, као домаћин Екапо-а 1939. и Риму, домаћин 1942. је покушао да направи турнир, али оба покушаја града су пропала. Следећи пут када су главни европски шампиони сазвани били након стварања УЕФА 1954. која је почела Европско првенство шампиона 1955. године.

## Учесници
- Први бечки фудбалски клуб       (победници домаћег купа 1929. и 1930.; 3. у лиги 1928/29.)
- ФК Сет 34         (победници домаћег купа 1929/30)
- ФК Болоња            (државни прваци 1928/29)
- Го Ахед         (државни прваци 1929/30)
- ФК Реал Унион        (победници домаћег купа 1927; 6. у лиги 1929/30)
- ФК Сервет       (државни прваци 1929/30)
- ФК Серкле Бриж       (државни прваци 1929/30)
- ФК Славија Праг       (државни прваци 1929/30)
- ФК Гројтер Фирт       (државни прваци 1929)
- ФК Ујпешт       (државни прваци 1929/30. и победници Митропа купа 1929)

Напомене:
- Очигледно је Реал Унион најављен као шампион Шпаније 1929, што је сасвим сигурно погрешно (били су 9. у лиги 1928/29 и елиминисани у 1/16 финала домаћег купа).
- И Болоњи и Реак Унијону је било дозвољено да изведу неке играче који нису потписали уговор са клубом.
- Фудбалски савези Грчке и Норвешке упутили су протестна писма јер њихови шампиони нису били позвани.
- Турнир је требало да има 12 учесника, али ФК Шефилд венздеј, шампион Енглеске, није позван јер су повучени из ФИФА, а С.Л. Бенфика, шампион Португала, је одбио позив.
- Болоња је стигла прекасно на турнир, па је меч против Го Ахеад био после прве утакмице четвртфинала. Поражени у мечу се ипак пласирао у наредно коло.

## Прво коло
| Датум   | Екипа #1 | Резултат       | Екипа #2    |
| ------- | -------- | -------------- | ----------- |
| 28. јун | Сервет   | 0 : 7          | Први Беч    |
| 29. јун | Сет 34   | 3 : 4 (п.с.н.) | Фирт        |
| 29. јун | Славија  | 4 : 2          | Серкле Бриж |
| 30. јун | Ујпешт   | 3 : 1          | Реал Унион  |
| 2. јул  | Го Ахед  | 0 : 4          | Болоња      |

## Утешна рунда (прва рунда губитника)
| Датум  | Екипа #1   | Резултат | Екипа #2    |
| ------ | ---------- | -------- | ----------- |
| 1. јул | Сервет     | 2 : 1    | Серкле Бриж |
| 1. јул | Реал Унион | 5 : 1    | Сет 34      |

(Екипе које су изгубиле елиминисане, победници напредују у четвртфинале)

## Четвртфинале
| Датум  | Екипа #1   | Резултат | Екипа #2 |
| ------ | ---------- | -------- | -------- |
| 2. јул | Први Беч   | 7 : 1    | Фирт     |
| 3. јул | Го Ахед    | 0 : 7    | Ујпешт   |
| 3. јул | Реал Унион | 1 : 2    | Славија  |
| 4. јул | Сервет     | 4 : 1    | Болоња   |

## Полуфинале
| Датум  | Екипа #1 | Резултат | Екипа #2 |
| ------ | -------- | -------- | -------- |
| 5. јул | Ујпешт   | 3 : 0    | Сервет   |
| 5. јул | Први Беч | 1 : 3    | Славија  |

## Утакмица за треће место
| Датум  | Екипа #1 | Резултат | Екипа #2 |
| ------ | -------- | -------- | -------- |
| 6. јул | Први Беч | 5 : 1    | Сервет   |

## Финале
| Датум  | Екипа #1 | Резултат | Екипа #2 |
| ------ | -------- | -------- | -------- |
| 6. јул | Ујпешт   | 3 : 0    | Славија  |

### Детаљи утакмице
| Ујпешт                    | 3 : 0    | Славија |
| ------------------------- | -------- | ------- |
| Јанош Кевеш 25’, 64’, 77’ | Извештај |         |

| Ујпешт | Славија Праг |

| Г            |  | Јанош Акнаи        |
| ОД           |  | Ђула Дудаш         |
| ОД           |  | Јожеф Фогл III (c) |
| СТ           |  | Ференц Боршањи     |
| СТ           |  | Бела Волентик      |
| СТ           |  | Јанош Виг          |
| Н            |  | Алберт Штрек       |
| Н            |  | Иштван Авар        |
| Н            |  | Јанош Кевеш        |
| Н            |  | Илеш Шпиц          |
| Н            |  | Габор П. Сабо      |
| Тренер:      |  |                    |
| Лакјош Бањаи |  |                    |

|           |  |                       |  |
|           |  |                       |  |
| Г         |  | Франтишек Планичка    |  |
| ОД        |  | Адолф Фиала           |  |
| ОД        |  | Антонин Новак         |  |
| СТ        |  | Антонин Водичка       |  |
| СТ        |  | Адолф Шимперски       |  |
| СТ        |  | Вацлав Шубрт          |  |
| Н         |  | Франтишек Јунек       |  |
| Н         |  | Јиндрих Шотис         |  |
| Н         |  | Франтишек Свобода (c) |  |
| Н         |  | Антонин Пуч           |  |
| Н         |  | Вацлав Бара           |  |
| Тренер:   |  |                       |  |
| Џон Маден |  |                       |  |

## Коначни пласман
- 1. Ујпешт
- 2. Славија
- 3. Први Беч
- 4. Сервете
- 5–8. Реал, Болоња, Фирт и Го Ахед
- 9–10. Серкл Бриж и Сет 34